# Embalse de Irkutsk
El embalse de Irkutsk se encuentra en el río Angara y es el primero que se encuentra a la salida del lago Baikal, de modo que el agua embalsada a lo largo de 55 km continúa en el propio lago, de ahí que este lugar se defina ante todo como Central Hidroeléctrica de Irkutsk.

## La construcción
En el año 1936, el gobierno soviético decidió la construcción de seis presas en cascada en el río Angara, el único que nace en el lago Baikal, para obtener energía eléctrica y desarrollar la región. La primera de estas presas fue la de Irkutsk, a orillas de la ciudad del mismo nombre y a poco más de 50 km del lago Baikal. El proyecto, aprobado en 1949, se inició en 1950. Los terremotos y el frío fueron los enemigos a batir. En 1956, empezaron a funcionar los primeros generadores. La obra no se completó del todo hasta 1959.

## El embalse
Siete años después de su construcción, la presa había alcanzado su cota máxima y había hecho subir el nivel del lago Baikal 1,4 m, inundando 138.600 hectáreas y obligando a recolocar 200 localidades y 17.000 personas. El lago tiene una extensión de 31.722 km² y una pequeña parte se la debe a la presa.

## La estación hidroeléctrica

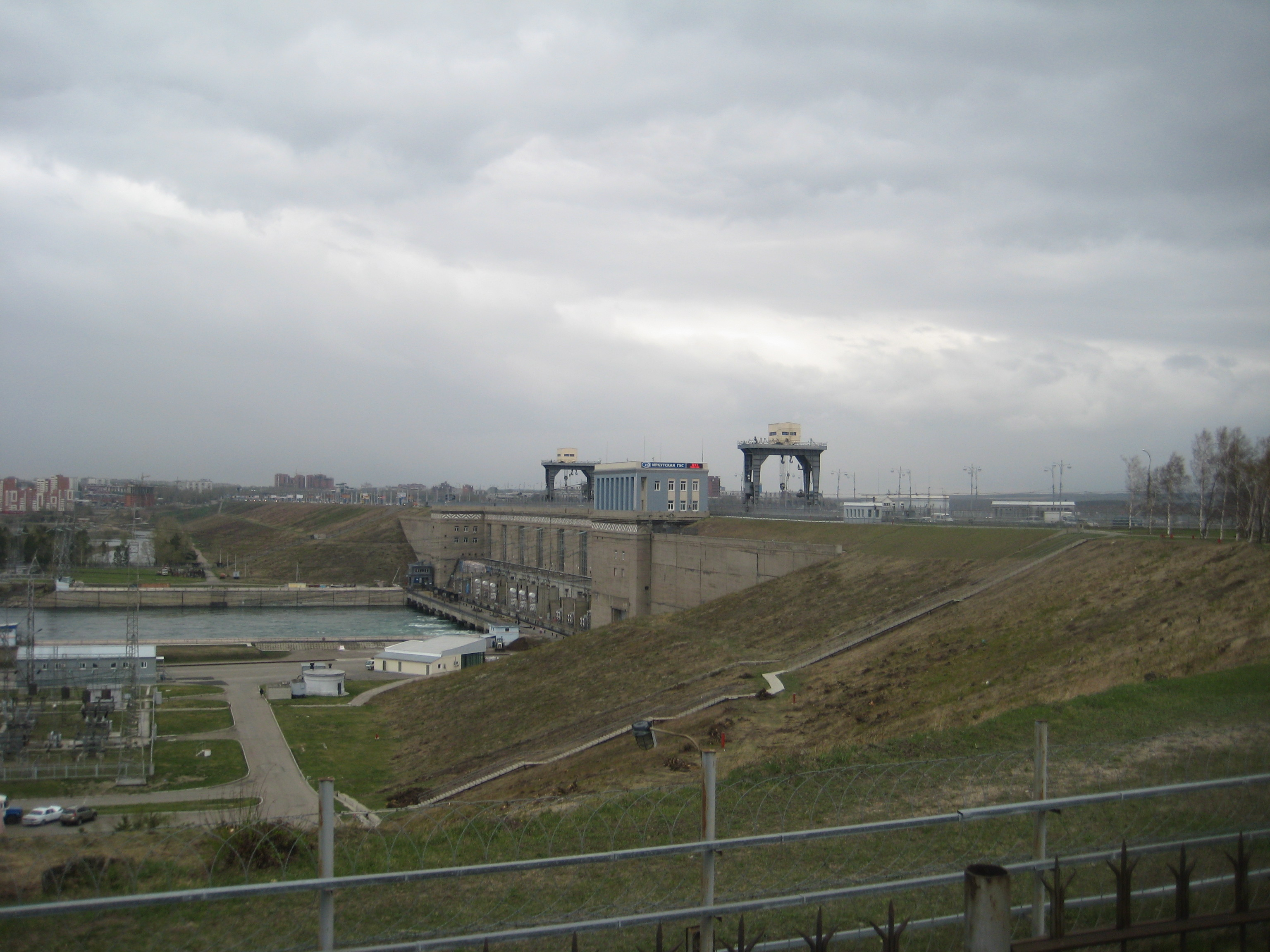
Presa y central de Irkutsk

La estación eléctrica está contenida en un edificio de hormigón reforzado de 240 m de longitud, 77 m de anchura y 56 m de altura a la izquierda de la presa. Consiste en 8 generadores de 82,8 MW, con un total de 662,4 MW. Desde sus inicios, la presa produce una media de 4100 millones de kWh anuales. Esta energía alimenta a la fábrica de aluminio de Irkutsk en Shélejov y a las zonas residenciales adyacentes. En 1993 se inició un proceso de modernización que consistió en el reemplazo de los estátores de siete de las turbinas y la sustitución del generador número 5.